# کارشالوو
کارشالوو (به بلغاری: Karshalevo) یک منطقهٔ مسکونی در بلغارستان است که در شهرستان کیوستندیل واقع شده‌است.